# Alexander Kahr
Alexander Kahr (* 16. August 1965 in Wien) ist ein österreichischer Musikproduzent, Disc Jockey und Komponist.

## Karriere
Nachdem er seine Handelskaufmanns-Lehre abgeschlossen hatte, war er in einem großen Textilunternehmen tätig. Nebenbei war er Bassist und Keyboarder in diversen Hobby-Musikgruppen. Seit 1990 ist Kahr Produzent und Komponist. Als professioneller Musik-Programmierer arbeitete er unter anderem mit Christian Kolonovits, Johnny Bertl und Hartmut Pfannmüller zusammen. Weiters arbeitete er für Ludwig Hirsch, S.T.S., Gerhard Steinbäcker, Tony Wegas und Franz Morak.
Dabei spezialisierte er sich auf Künstleraufbau. Die Devise lautet: Von jungen Menschen für junge bzw. junggebliebene Menschen. Mit der Gruppe Two in One erreichte er mit sieben Titeln die Austrian Top 40. Die größten Hits waren dabei Makeema und Indian Song. Danach nahm er die Gruppe Whatever unter seine Fittiche. Mit ihnen konnte er große Airplayerfolge feiern. Mit Manuel Ortega hatte er mehrere Charterfolge und fuhr mit ihm für Österreich 2002 zum Eurovision Song Contest nach Tallinn. Das von ihm komponierte Lied Say a word belegte dabei den 18. Platz.
Große Erfolge erreichte er mit der Starmania-Zweiten von 2003, Christina Stürmer. Bis 2006 produzierte und komponierte er für sie Songs und produzierte drei Alben, unter anderem Ich lebe, Mama ana ahabak (geschrieben von ihm und Robert Pfluger), Engel fliegen einsam, Vorbei, Bus durch London, Liebt sie Dich so wie ich. Dafür gab es auch eine Echonominierung 2006.
Danach konnte er im Sommer 2005 die bis dahin unbekannte Gruppe Luttenberger*Klug mit dem Titel Super Sommer und mehreren weiteren Titeln in die Charts führen. Selbiges gelang auch mit Excuse Me Moses und deren Songs Summer Sun und Butterfly Tree. Weiters wurden Künstler wie Mario Lang, Excuse me Moses, Die neuen Österreicher und Dreieck in die Charts gebracht.
2010 gewann James Cottriall den Wettbewerb The Voice in Österreich und er produzierte mit ihm die Debütsingle Unbreakable die mit Anhieb zum Airplay und Charthit wurde.
2011 begab er sich auf routinierte Wege und produzierte mit Stefanie Werger das Album Südwind bzw. einen Titel mit der Gruppe EAV. Beide Tonträger bekamen Gold bzw. Platinstatus.
Dazwischen kamen Künstler wie Eva Maria Marold und Die wilden Kaiser dazu.
2013 produzierte Alexander Kahr mit Natália Kelly die Single Shine und ein Album.
2013 übernahm er auch die musikalische Leitung des Castingformats Herz von Österreich, aus der auch die Gruppe Tagträumer entstand. Mit der ersten Single Sinn konnten die sich sofort über ein ganzes Jahr in den Charts positionieren und erhielten dafür Gold. Das Album Alles ok?! (wurde ebenfalls mit Gold ausgezeichnet) und die Singles Tagträumen bzw. Brücken zum Mond ereilten ebenfalls die Charts.
Alexander Kahrs Produktionen wurden 35 Mal für den Amadeus und mehrmals für den Echo nominiert.
2016 produzierte er unter anderem die Hits von Elly V I'll be around und Flowrag Helden.
Bisher konnte er 72 Top-40-Hits bzw. über 25 Alben in Österreich in den Charts platzieren. Dazu kommen noch mehrere Chartplatzierungen in Deutschland und in der Schweiz dazu.
Seit 2017–2022 arbeitete er unter anderen für Künstler wie Zweikanalton, Edmund, Alexander Eder, Wiener Wahnsinn, Lika Doss, Anna Catharina, u.v. m.

## Chartplatzierungen

### Autorenbeteiligungen und Produktionen
| Jahr | Titel Interpretation                           | Höchstplatzierung, Gesamtwochen, AuszeichnungChartplatzierungen (Jahr, Titel, Interpretation, Platzierungen, Wochen, Auszeichnungen, Anmerkungen) | Höchstplatzierung, Gesamtwochen, AuszeichnungChartplatzierungen (Jahr, Titel, Interpretation, Platzierungen, Wochen, Auszeichnungen, Anmerkungen) | Höchstplatzierung, Gesamtwochen, AuszeichnungChartplatzierungen (Jahr, Titel, Interpretation, Platzierungen, Wochen, Auszeichnungen, Anmerkungen) | Anmerkungen                                                |
| Jahr | Titel Interpretation                           | DE | AT | CH | Anmerkungen                                                |
| ---- | ---------------------------------------------- | --- | --- | --- | ---------------------------------------------------------- |
| 1997 | Wave Your Hands in the Air Two in One          | — | AT18 (9 Wo.)AT | — | Erstveröffentlichung: Juli 1997                            |
| 1998 | Makeema Two in One                             | — | AT4 (15 Wo.)AT | — | Erstveröffentlichung: Februar 1998                         |
| 1998 | Like a Dream Two in One                        | — | AT21 (9 Wo.)AT | — | Erstveröffentlichung: Juli 1998                            |
| 1999 | Indian Song Two in One                         | — | AT2 Gold · (17 Wo.)AT | — | Erstveröffentlichung: Mai 1999 Verkäufe: + 25.000          |
| 1999 | Hamma Heyah Ho (Coming Home) Two in One        | — | AT35 (5 Wo.)AT | — | Erstveröffentlichung: September 1999                       |
| 2000 | Tirol, du bist mein Heimatland Crazy Orange    | — | AT6 (12 Wo.)AT | — | Erstveröffentlichung: Dezember 2000                        |
| 2001 | Don’t Be Cruel Whatever                        | — | AT18 (15 Wo.)AT | — | Erstveröffentlichung: 5. November 2001                     |
| 2001 | Video Killed the Radio Star Two in One         | — | AT24 (9 Wo.)AT | — | Erstveröffentlichung: Juni 2001                            |
| 2001 | Träume werden manchmal wahr Sladan             | — | AT59 (4 Wo.)AT | — | Erstveröffentlichung: Juli 2001                            |
| 2002 | Say A Word Manuel Ortega                       | — | AT11 (16 Wo.)AT | — | Erstveröffentlichung: März 2002                            |
| 2003 | Don’t Wanna Be Patricia                        | — | AT18 (7 Wo.)AT | — | Erstveröffentlichung: März 2003                            |
| 2003 | Fed Up With … Manuel Ortega                    | — | AT24 (10 Wo.)AT | — | Erstveröffentlichung: 12. Mai 2003                         |
| 2003 | Ich lebe Christina Stürmer                     | DE4 Gold · (18 Wo.)DE | AT1 Platin · (37 Wo.)AT | CH21 (29 Wo.)CH | Erstveröffentlichung: 24. März 2003 Verkäufe: + 180.000    |
| 2003 | Geh nicht, wenn du kommst Christina Stürmer    | — | AT5 (21 Wo.)AT | — | Erstveröffentlichung: 11. August 2003                      |
| 2003 | Mama (Ana Ahabak) Christina Stürmer            | DE11 (16 Wo.)DE | AT1 Platin · (28 Wo.)AT | CH33 (10 Wo.)CH | Erstveröffentlichung: 17. November 2003 Verkäufe: + 30.000 |
| 2003 | End of Time Manuel Ortega                      | — | AT7 (7 Wo.)AT | — | Erstveröffentlichung: 22. September 2003                   |
| 2003 | Swimming in Deep Waters Manuel Ortega          | — | AT21 (6 Wo.)AT | — | Erstveröffentlichung: 17. November 2003                    |
| 2004 | Vorbei Christina Stürmer                       | DE83 (2 Wo.)DE | AT1 Gold · (20 Wo.)AT | — | Erstveröffentlichung: 3. Mai 2004 Verkäufe: + 15.000       |
| 2004 | Bus durch London Christina Stürmer             | — | AT5 (21 Wo.)AT | — | Erstveröffentlichung: 16. August 2004                      |
| 2004 | Weißt du wohin wir gehen? Christina Stürmer    | — | AT8 (22 Wo.)AT | — | Erstveröffentlichung: 7. November 2004                     |
| 2005 | Liebt sie dich so wie ich? Christina Stürmer   | — | AT7 (26 Wo.)AT | — | Erstveröffentlichung: 21. Februar 2005                     |
| 2005 | Super Sommer Luttenberger*Klug                 | DE44 (7 Wo.)DE | AT28 (15 Wo.)AT | — | Erstveröffentlichung: 11. Juli 2005                        |
| 2005 | Engel fliegen einsam Christina Stürmer         | DE18 (15 Wo.)DE | — | — | Erstveröffentlichung: 1. August 2005                       |
| 2006 | Immer an euch geglaubt Christina Stürmer       | DE46 (9 Wo.)DE | — | — | Erstveröffentlichung: 10. März 2006                        |
| 2006 | Summer Sun Excuse Me Moses                     | — | AT33 (5 Wo.)AT | — | Erstveröffentlichung: 8. September 2006                    |
| 2006 | Vergiss mich Luttenberger*Klug                 | DE23 (13 Wo.)DE | AT6 Gold · (40 Wo.)AT | — | Erstveröffentlichung: 10. November 2006 Verkäufe: + 15.000 |
| 2007 | Alles was du willst Nadine                     | — | AT2 Gold · (12 Wo.)AT | — | Erstveröffentlichung: 16. Februar 2007 Verkäufe: + 15.000  |
| 2007 | Dein Weg Mario Lang                            | — | AT3 (17 Wo.)AT | — | Erstveröffentlichung: 23. Februar 2007                     |
| 2007 | Neue Helden Gernot                             | — | AT13 (7 Wo.)AT | — | Erstveröffentlichung: 16. März 2007                        |
| 2007 | Heut Nacht Luttenberger*Klug                   | — | AT31 (12 Wo.)AT | — | Erstveröffentlichung: 11. Mai 2007                         |
| 2007 | Butterfly Tree Excuse Me Moses                 | — | AT20 (20 Wo.)AT | — | Erstveröffentlichung: 11. Mai 2007                         |
| 2007 | Weil es mich nur einmal gibt Luttenberger*Klug | — | AT6 (16 Wo.)AT | — | Erstveröffentlichung: 21. September 2007                   |
| 2007 | Bitte reich mir deine Hand Mario Lang          | — | AT36 (5 Wo.)AT | — | Erstveröffentlichung: 9. November 2007                     |
| 2007 | Kinder Die neuen Österreicher                  | — | AT3 (7 Wo.)AT | — | Erstveröffentlichung: Dezember 2007                        |
| 2008 | Welthit Mario Lang                             | — | AT32 (10 Wo.)AT | — | Erstveröffentlichung: September 2008                       |
| 2008 | Mädchen im Regen Luttenberger*Klug             | — | AT27 (6 Wo.)AT | — | Erstveröffentlichung: 31. Oktober 2008                     |
| 2009 | Sag doch einfach Luttenberger*Klug             | — | AT14 (10 Wo.)AT | — | Erstveröffentlichung: 30. Januar 2009                      |
| 2010 | Wie es sein soll Dreieck                       | — | AT24 (9 Wo.)AT | — | Erstveröffentlichung: März 2010                            |
| 2010 | Unbreakable James Cottriall                    | — | AT16 (24 Wo.)AT | — | Erstveröffentlichung: 9. April 2010                        |
| 2012 | How Can You Ask Me? Mary Broadcast Band        | — | AT53 (2 Wo.)AT | — | Erstveröffentlichung: 9. Januar 2012                       |
| 2013 | Shine Natália Kelly                            | — | AT26 (3 Wo.)AT | — | Erstveröffentlichung: 11. Januar 2013                      |
| 2014 | Sinn Tagträumer                                | — | AT7 Gold · (38 Wo.)AT | — | Erstveröffentlichung: 10. Januar 2014 Verkäufe: + 15.000   |
| 2014 | Verdammt ich lieb Dich Johannes Spanner        | — | AT33 (1 Wo.)AT | — | Erstveröffentlichung: Januar 2014                          |
| 2014 | Ruf mi net an David Blabensteiner              | — | AT34 (1 Wo.)AT | — | Erstveröffentlichung: Januar 2014                          |
| 2014 | Aufi Obi Die wilden Kaiser                     | — | AT17 (2 Wo.)AT | — | Erstveröffentlichung: Februar 2014                         |
| 2014 | Vater du der Stadl brennt Johannes Spanner     | — | AT49 (1 Wo.)AT | — | Erstveröffentlichung: März 2014                            |
| 2015 | Tagträumen Tagträumer                          | — | AT9 (13 Wo.)AT | — | Erstveröffentlichung: 23. Januar 2015                      |
| 2015 | Brücken zum Mond Tagträumer                    | — | AT50 (9 Wo.)AT | — | Erstveröffentlichung: Juli 2015                            |
| 2015 | Kumm mit kumm aussi Solarkreis                 | — | AT28 (3 Wo.)AT | — | Erstveröffentlichung: 19. Juni 2015                        |
| 2015 | Wenn du lachst Tom Post                        | — | AT22 (9 Wo.)AT | — | Erstveröffentlichung: 21. Juli 2015                        |
| 2015 | Vergiss mein nicht Solarkreis                  | — | AT27 Platin · (2 Wo.)AT | — | Erstveröffentlichung: 6. November 2015 Verkäufe: + 30.000  |
| 2016 | I’ll Be Around Elly V                          | — | AT29 (6 Wo.)AT | — | Erstveröffentlichung: 5. Februar 2016                      |
| 2016 | Doppelt Freiraum5                              | — | AT23 (16 Wo.)AT | — | Erstveröffentlichung: 15. März 2016                        |
| 2016 | Helden Flowrag                                 | — | AT52 (3 Wo.)AT | — | Erstveröffentlichung: 1. April 2016                        |
| 2016 | Fliagn Solarkreis                              | — | AT34 Platin · (5 Wo.)AT | — | Erstveröffentlichung: 3. Juni 2016 Verkäufe: + 30.000      |
| 2018 | Zruck zu Dir Solarkreis                        | — | AT16 (8 Wo.)AT | — | Erstveröffentlichung: 13. April 2018                       |
| 2018 | Egal wos kummt Solarkreis                      | — | AT19 (7 Wo.)AT | — | Erstveröffentlichung: 24. August 2018                      |

## Auszeichnungen für Musikverkäufe
Anmerkung: Auszeichnungen in Ländern aus den Charttabellen bzw. Chartboxen sind in ebendiesen zu finden.
| Land/RegionAuszeichnungen für Musikverkäufe (Land/Region, Auszeichnungen, Verkäufe, Quellen) | Gold     | Platin     | Verkäufe | Quellen           |
| -------------------------------------------------------------------------------------------- | -------- | ---------- | -------- | ----------------- |
| Deutschland (BVMI)                                                                           | Gold1    | —          | 150.000  | musikindustrie.de |
| Österreich (IFPI)                                                                            | 5× Gold5 | 4× Platin4 | 205.000  | ifpi.at           |
| Insgesamt                                                                                    | 6× Gold6 | 4× Platin4 |          |                   |